# Mati Klarwein
Mati Klarwein (Amburgo, 9 aprile 1932 – Deià, 7 marzo 2002) è stato un pittore tedesco naturalizzato francese.
Viene ricordato per aver illustrato le copertine degli album di numerosi musicisti quali Miles Davis (sua è la cover di Bitches Brew), Earth Wind & Fire, Santana e Buddy Miles.

## Biografia

### Anni cinquanta e sessanta
Mati Klarwein nacque ad Amburgo, in Germania. Sua madre Elsa Kühne era una cantante d'opera mentre suo padre Ossip Klarwein era un architetto esponente del backsteinexpressionismus tedesco. La sua famiglia, di origini ebree, si era rifugiata nel Mandato britannico della Palestina quando Mati aveva due anni, periodo in cui nacque la Germania nazista. Quando il territorio divenne Israele, nel 1948, essi si trasferirono a Parigi. Qui Mati studiò dal 1949 al 1951 con Fernand Léger e si diplomò all'École des beaux-arts e all'Académie Julian.
Verso la fine degli anni cinquanta, Klarwein aggiunse nel suo nome  "Abdul" ("servo" in lingua araba) per esprimere i suoi sentimenti riguardo alla condizione degli ebrei e dei palestinesi nel Medio Oriente: sosteneva infatti che per facilitare le comprensioni fra i due popoli, ogni ebreo dovesse adottare un nome arabo e viceversa. Nel 1956 incontrò Kitty Lillaz con cui viaggiò in tutto il mondo, facendo tappa in luoghi quali Tibet, India, Bali, Nord Africa, Turchia, Europa e Americhe.
Nei primi anni sessanta si trasferì temporaneamente a New York dove incontrò Jimi Hendrix. Sempre a New York incontrò, nel 1961, durante una mostra in cui venne esibito il suo dipinto Flight to Egypt, Salvador Dalí, pittore che considerava un padre spirituale. Sempre nel 1961 incontrò la moglie Sofia Klarwein e, lungo i primi anni sessanta, ebbe modo di entrare in contatto con Arik Brauer. Nel 1965 ottenne la nazionalità francese grazie al supporto di André Malraux. La notorietà dell'artista crebbe intanto anche grazie alle commissioni di vari musicisti che richiedevano sue immagini per le copertine dei loro dischi.
Nel suo dipinto Grain of Sand (1963-1965) molte immagini sono combinate insieme in un unico grande ma coerente insieme. Klarwein lo descrisse come una "sorta di commedia musical dipinta con un cast di migliaia di persone fra cui Marilyn Monroe, Anita Ekberg, Ray Charles, Pablo Picasso, Brigitte Bardot, Roland Kirk, Cannonball Adderley, Ahmed Abdul-Malik, Wonder Woman, l'Orfanella in un cimitero di Delacroix, Litri e i suoi toreador di merda, Lawrence d'Arabia, Socrate, Dalí, Rāma, Visnù, Ganesha, lo Zork e una Via Lattea di amichetti."

### Anni settanta - anni Duemila
Nel mese di febbraio del 1970, Klarwein creò la copertina della rivista Time, raffigurando il volto di Barry Commoner e proponendo una immagine dai toni ecologici apparsa al pubblico per la prima volta.
Il suo dipinto Annunciation (1961) apparve nella copertina di Abraxas (1970) di Santana. Nello stesso lasso di tempo l'artista aveva realizzato le illustrazioni di Bitches Brew (1969) e Live-Evil (1971). Il suo Zonked (1970) venne originariamente concepito come immagine per la copertina dell'omonimo album di Betty Davis ma venne più tardi usata dai Last Poets per il loro Holy Terror (1993). Sue sono anche le immagini che appaiono sulla cover di Last Days and Time (1972) degli Earth Wind & Fire nonché quelle che appaiono in un singolo e in una antologia di Jimi Hendrix rispettivamente del 1974 e del 2010.
Nel 1971 creò le scenografie per il film Il lupo della steppa. Lungo la metà del decennio si dedicò a varie opere che definiva "dipinti immobiliari" oppure "paesaggi interiori", utilizzati nelle cover di alcuni album di Jon Hassell.

Negli anni ottanta Klarwein si focalizzò sulle composizioni di paesaggi ricchi di dettagli e presentanti diverse prospettive. Nello stesso decennio e in quello seguente, iniziò anche a cercare dipinti a basso costo nei mercatini delle pulci per "migliorarli", dipingendo sopra di essi o aggiungendovi dettagli a suo piacimento. Lungo la sua carriera, ha "migliorato" oltre cento dipinti. Nel 1983 pubblicò il libro Inscapes Real-Estate Paintings contenente una citazione in cui l'artista afferma:
 Suoi sono ritratti commissionati da Robert Graves, Noël Coward, Juliette Binoche, Richard Gere, Michael Douglas e Brigitte Bardot. Morì il 7 marzo 2002 a Deià, nell'isola di Maiorca.

## Stile e tecnica
Molte opere di Klarwein sono ispirate dal surrealismo e dalla cultura popolare, ma riflettono anche il suo interesse nelle divinità e nel simbolismo. Klarwein viene ricordato perlopiù per le sue opere realizzate negli anni sessanta e settanta, con i suoi evidenti riferimenti al surrealismo, alle immagini psichedeliche popolari, temi esotici ed erotici, nonché arte erotica e religiosa proveniente da differenti tradizioni culturali. Ha anche lavorato convenzionalmente fra una varietà di generi quali le nature morte, i paesaggi e la ritrattistica. La sua tecnica pittorica è debitrice della ""mischtechnik": tecnica che apprese da Ernst Fuchs durante un soggiorno a Saint-Tropez.